# Quod Iam Diu
Quod Iam Diu (Latijn voor  Al zo lang) is de titel van een - zeer korte - encycliek die paus Benedictus XV uitvaardigde op 1 december 1918, met als ondertitel Over de aanstaande Vredesconferentie.
De paus schrijft dat de wereld al zo lang heeft moeten wachten op een einde aan het wapengekletter. Nu, nu de wapens zijn neergelegd, is het - aldus de paus - tijd op werkelijke vrede te bewerkstelligen. Dat er een wapenstilstand is dankt de paus aan Hem die alle zaken bestiert en die mensheid nu laat herademen, na zovele beproevingen en zorgen.
Hierna roept de paus alle katholieken, waar ook ter wereld, en aan welke zijde van het conflict zij dan ook gestreden hebben, zich in gebed tot God te wenden, om werkelijke vrede af te smeken. De paus vraagt de bisschoppen om hiertoe in alle parochies van hun bisdommen gebedsbijeenkomsten te organiseren opdat de Vredesconferentie bezield zal zijn door de Heilige Geest.